# Бастионная улица (Братислава)
Бастионная улица (словац. Baštová ulica) — узкая улица в районе Старый город в историческом центре города Братислава.
Расположена между улицами Kapucínska (Капуцинская), Klariská (Кларисская) и Місһalská (Михайловская). Строилась вдоль средневековых городских стен.

## Предыдущие названия

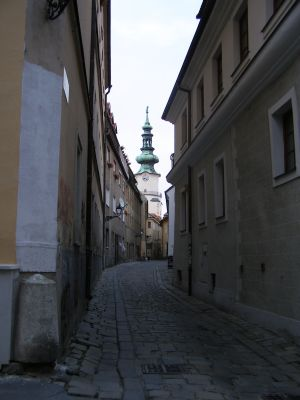
Бастионная улица, район Старый город, Братислава

Первое название улицы появилось в 1440 году, затем улица сменила ещё несколько названий. В 1440 году она называлась Шлоссер-Гассе (Замковая), в 1676 — Platea Seraria, в 1740 — Хенкер-Гассль (Henker-Gassl, улица палачей), в 1742 Häncker-gässl, в 1757 Freymanns-Gassel, в 1779 beym Freymann (у палача), в 1792 Zwinger Gassel (Цвингер-Гассель, бастионная), в 1832 Zwingergässchen (Цвингервесхен), в 1848—1850 годах на плане Халачи она обозначена как Zwinger Gässl, в 1862 году именовалась Basteigasse (бастайгассе), в 1879-1921 годах Zwingergasse (по-немецки) и Kekész utca или Bástya-utca (Кекес-утца или Баштя-утца, по-венгерски), с 1921 года носит своё нынешнее словацкое название — Baštová (Баштова, бастионная).

## История
- Первоначально улица была заселена в основном еврейским населением.
- После того, как евреи во время турецкого нашествия бежали из города, им было запрещено вновь появляться в городе до 1848 года.
- В 1760 году на улице появился колодец, в 1768 году — канализация, в 1804 году — водопровод. В 1880 году на улице было 10 домов.
- Свой современный вид улица приобрела около 1938 года.

## Достопримечательности
Бастионная улица считается самой узкой улицей в Братиславе.
Также улица интересна тем, что в доме номер 7 некогда жил городской палач.

## Знаменитые здания
На улице расположены галереи (Nova, Open gallery), ресторан (у Михайловской башни), офисы различных компаний (Фонд открытого общества) и отель (Tower Studio Apartment).